# Дембно (гміна, Бжеський повіт)
Гміна Дембно (пол. Gmina Dębno) — сільська гміна у південній Польщі. Належить до Бжеського повіту Малопольського воєводства.
Станом на 31 грудня 2011 у гміні проживало 14373 особи.

## Площа
Згідно з даними за 2007 рік площа гміни становила 81.51 км², у тому числі:
- орні землі: 75.00%
- ліси: 17.00%

Таким чином, площа гміни становить 13.82% площі повіту.

## Населення
Станом на 31 грудня 2011:
| Опис     | Загалом | Загалом | Чоловіки | Чоловіки | Жінки | Жінки |
| -------- | ------- | ------- | -------- | -------- | ----- | ----- |
| одиниця  | осіб    | %       | осіб     | %        | осіб  | %     |
| все      | 14373   | 100     | 7111     | 49.47    | 7262  | 50.53 |
| міське   | 0       | 100     | 0        |          | 0     |       |
| сільське | 14373   | 100     | 7111     | 49.47    | 7262  | 50.53 |

## Сусідні гміни
Гміна Дембно межує з такими гмінами: Бжесько, Боженцин, Войнич, Ґнойник, Заклічин, Чхув.